# Jean-Pierre de Lassus
Pour l’article homonyme, voir Jean-Pierre de Lassus Saint-Geniès.
Pour les autres membres de la famille, voir Famille de Lassus.
Jean-Pierre de Lassus Saint-Geniès est né en 1694 à Montréjeau (France) et mort le 15 octobre 1758 à Saint-Geniès. Il est anobli par le capitoulat de la ville de Toulouse en 1742, seigneur de Saint-Geniès, seigneur de La Cordonerie, 1er arpenteur du roi Louis XV en Louisiane, grand voyer arpenteur de la partie française de Saint-Domingue.

## Armoiries
Il avait pris pour armoiries : « De gueules à un homme couché sous un arbre de sinople, le tout sur une terrasse du même »